# Odontocera trisignata
Odontocera trisignata är en skalbaggsart som beskrevs av Pierre Émile Gounelle 1911. Odontocera trisignata ingår i släktet Odontocera och familjen långhorningar. Inga underarter finns listade i Catalogue of Life.